# Šopot
Šopot es una localidad de Croacia en el ejido de la ciudad de Benkovac, condado de Zadar.

## Geografía
Se encuentra a una altitud de 170 m s. n. m. a 295 km de la capital nacional, Zagreb.

## Demografía
En el censo 2011 el total de población de la localidad fue de 281 habitantes.
| Gráfica de población de Šopot 1857-2011                             |
|                                                                     |
| Según los censos de población de la oficina estadística de Croacia. |